# ドラゴンマスターシルク

『ドラゴンマスターシルク』（DRAGON MASTER Silk）は、1992年12月に発売された、ギミックハウス開発のPC-9801シリーズ用ダンジョン探索型コンピュータRPGである。
1997年3月28日にはデータム・ポリスター販売でセガサターンに移植された。
キャラクターデザインは梶山弘。

## 登場人物
シルク
声：山崎和佳奈
アオ
声：永島由子
アカ
声：三田ゆう子
キ
声：西原久美子

## 関連書籍
- ドラゴンマスターシルク 公式ガイドブック 毎日コミュニケーションズ ISBN 9784895637848 ※絶版
- ドラゴンマスターシルク 攻略ガイドブック ティーツー出版 ISBN 9784900700383 ※絶版